# Nancy Reagan
Nancy Davis Reagan, nata Anne Frances Robbins (New York, 6 luglio 1921 – Bel Air, 6 marzo 2016), è stata un'attrice e first lady statunitense, moglie di Ronald Reagan, 40º presidente degli Stati Uniti d'America.

## Biografia

### L'infanzia e la carriera come attrice

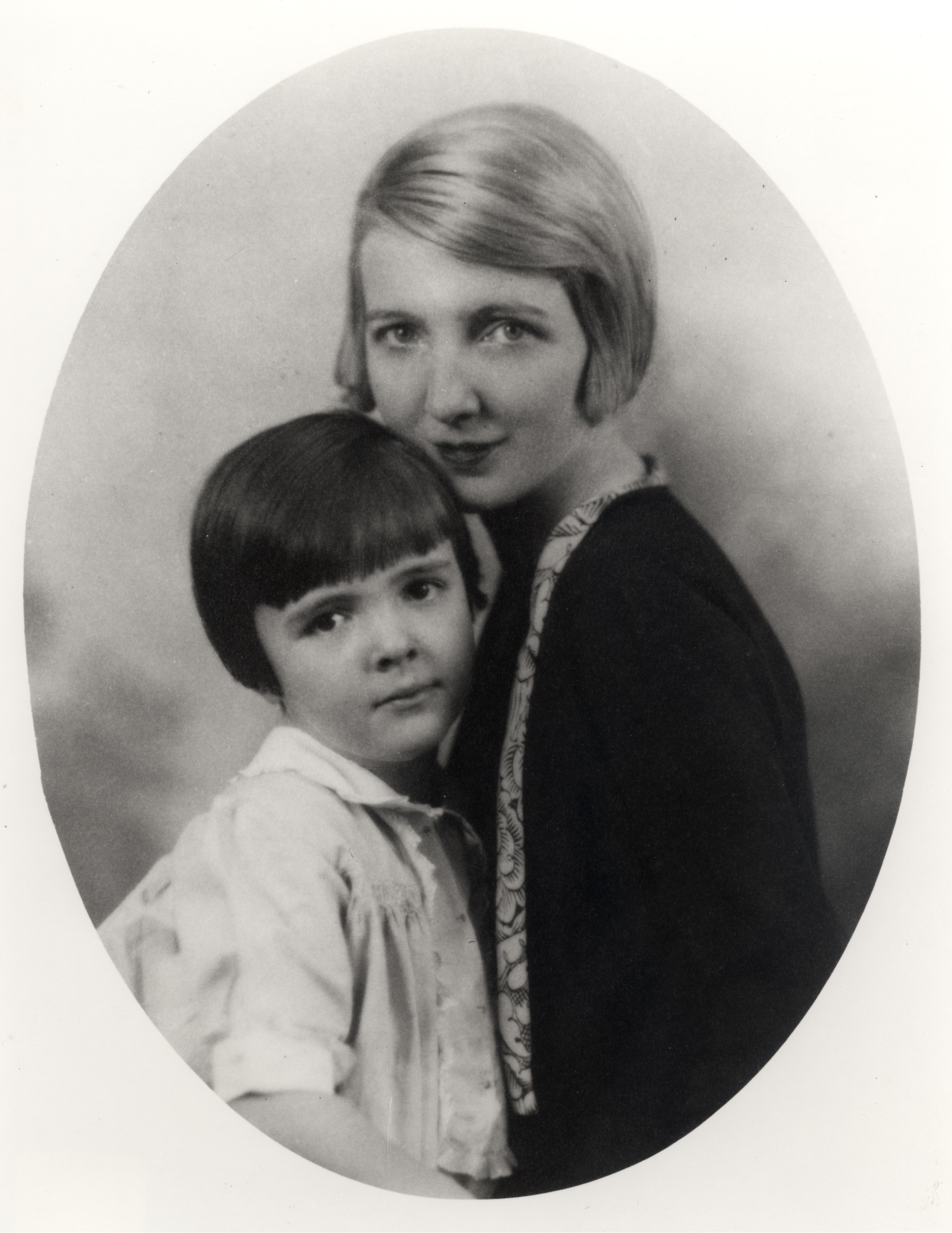
Nancy con sua madre Edith nel 1931

Unica figlia di Kenneth Seymor Robbins (1894-1972), un venditore di automobili, e Edith Prescott Luckett (1896-1987), un'attrice, figlioccia dell'attrice Alla Nazimova, Nancy venne cresciuta dai suoi zii a causa della separazione dei suoi genitori, avvenuta prima della sua nascita. Si ricongiunse con la madre nel 1929, quando la donna si risposò con un neurochirurgo di Chicago di nome Loyal Davis, che adottò la bambina dandole il suo cognome.
Una volta cresciuta, svolse lavori saltuari tra cui la commessa presso la catena Marshall Field's e l'aiuto infermiera; poi, decisa a seguire le orme della madre, si trasferì a Hollywood, dove ottenne un contratto con la Metro-Goldwyn-Mayer che le consentì, durante gli anni quaranta e cinquanta, di lavorare come attrice sotto il nome di Nancy Davis: inizialmente le vennero affidati piccoli ruoli in pellicole come I marciapiedi di New York, successivamente ricoprì il ruolo di protagonista in film come Solitudine (1951), Il cervello di Donovan (1953) e Le pantere dei mari (1957).
Nel 1949, in pieno maccartismo, il nome di Nancy Davis finì nella "Hollywood Blacklist", una lista di attori sospettati di avere legami col comunismo: trattandosi di una sua omonima e per timore di essere coinvolta in un polverone, Nancy si rivolse a Ronald Reagan, anch'egli attore e all'epoca presidente della Screen Actors Guild; l'uomo sistemò la faccenda e i due cominciarono a frequentarsi, intrattenendo una relazione sentimentale destinata a durare per tutta la vita.
Ronald e Nancy Reagan recitarono insieme in un solo film, intitolato Le pantere dei mari. La pellicola segnò anche l'ultima apparizione sul grande schermo di Nancy, che successivamente si dedicò solo ad alcune sporadiche apparizioni televisive; a distanza di svariati decenni, Albert Brooks propose alla Reagan di interpretare il ruolo di sua madre nel film Mamma torno a casa (1996), ma la donna declinò l'offerta in quanto occupata a prestare assistenza medica a suo marito e la parte venne affidata a Debbie Reynolds.

### Vita privata

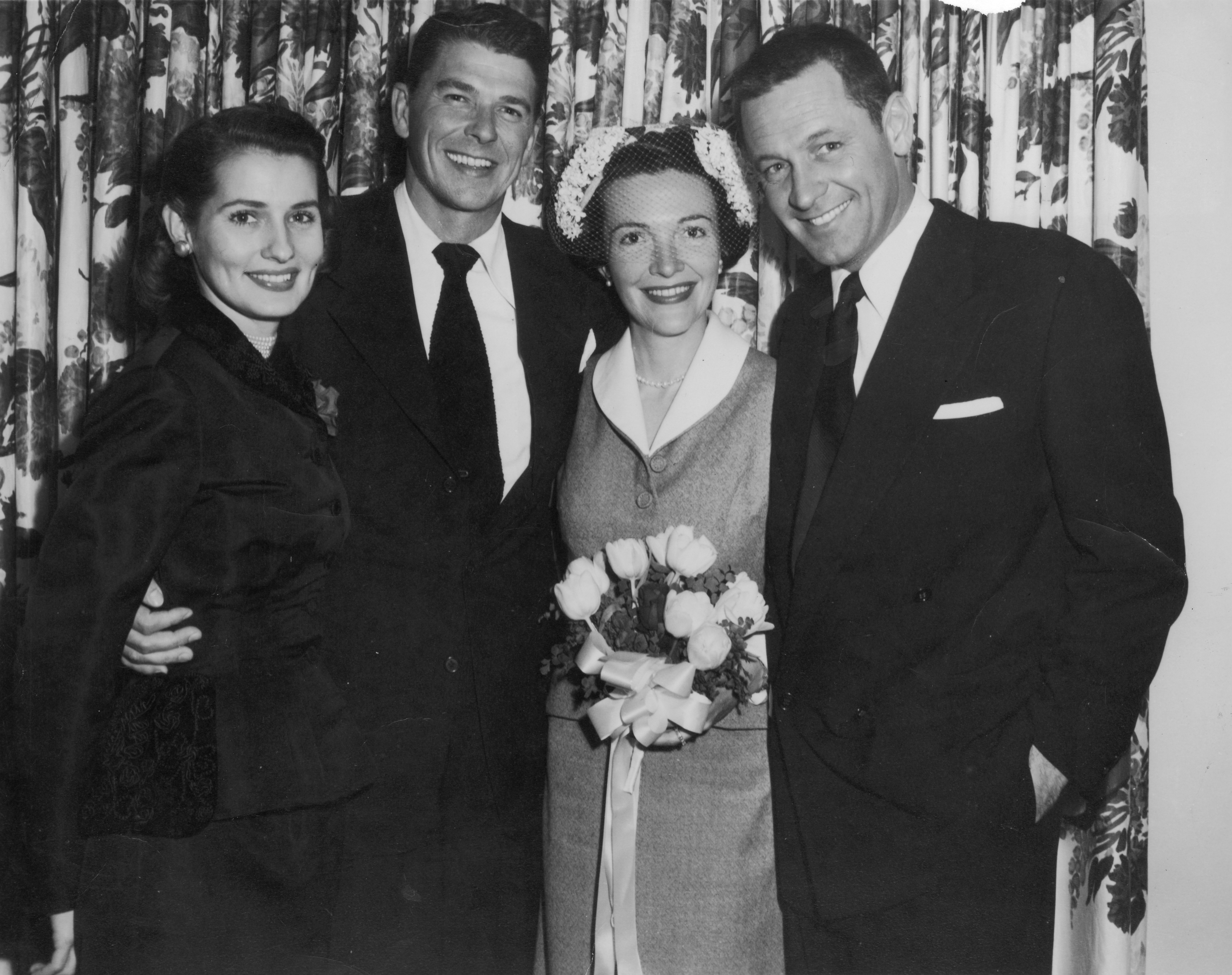
I Reagan nel giorno delle loro nozze, insieme ai testimoni William Holden e Brenda Marshall

I Reagan si sposarono nel 1952 con una cerimonia privata alla quale presenziarono solo i due testimoni William Holden e Brenda Marshall.

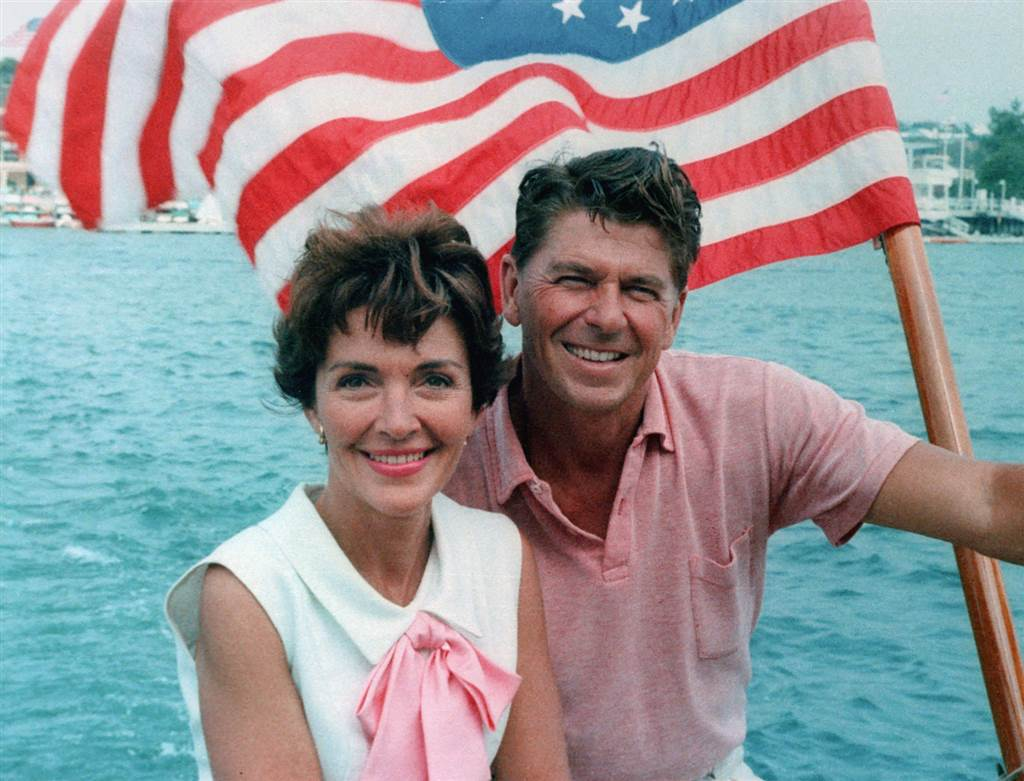
I coniugi Reagan nel 1964

Dal matrimonio nacquero due figli, Patti e Ron; Ronald Reagan aveva già due figli, nati dal primo matrimonio con la collega Jane Wyman, Maureen e Michael. Il rapporto con i figli fu piuttosto complicato: Nancy ebbe parecchie divergenze soprattutto con la figlia Patti, che si ribellò ai genitori esprimendo pubblicamente posizioni politiche contrastanti dalle loro e aderendo a un movimento per il disarmo nucleare, in netta opposizione con le scelte politiche del padre. Il legame tra Nancy e Patti si rinsaldò nel corso degli anni, in particolare nel lungo periodo di malattia di Ronald. Con il figlio Ron il rapporto fu meno turbolento, sebbene anch'egli prese pubblicamente le distanze dalle opinioni politiche dei genitori e divenne noto come opinionista e conduttore radiofonico ateo e liberale.
Nancy ebbe alcuni contrasti anche con il figliastro Michael, con il quale i rapporti furono freddi per diversi anni, ma sia lei sia il marito si riconciliarono con lui nel 1984. L'unica con cui Nancy mantenne sempre un rapporto positivo e privo di contrasti fu la figliastra Maureen, morta nel 2001 a causa di un melanoma. Nel suo libro di memorie My Turn, pubblicato nel 1989, l'ex first lady ammise di non aver avuto nel corso degli anni un rapporto idilliaco con i figli, scrivendo: "Apparentemente, tutti loro hanno creduto almeno in un'occasione che io e Ronnie fossimo talmente devoti l'un l'altro da non avere spazio per loro nei nostri affetti, e che qualche volta venivano lasciati fuori".
Proprio il rapporto con il marito Ronald fu al centro dell'attenzione di cittadini e stampa. Charlton Heston definì il loro legame "la più grande relazione d'amore nella storia della presidenza americana". Nel 1998 la stessa Nancy affermò in un'intervista "Il nostro rapporto è molto speciale. Ci amavamo molto e ci amiamo ancora. Quando dico che la mia vita è cominciata con Ronnie, beh, è vero. È così. Non posso immaginare la mia vita senza di lui". Questo tipo di dichiarazioni, nonché l'atteggiamento pubblico della Reagan, sempre al fianco del marito e sempre pronta a proteggerlo e difenderlo, le valsero le critiche di molte femministe sin dai tempi in cui era semplicemente la moglie del governatore: venne spesso descritta come una moglie adorante e out of touch e le fu particolarmente contestato The Gaze, lo sguardo fisso e attento che rivolgeva al marito in molte occasioni pubbliche.

### First lady della California

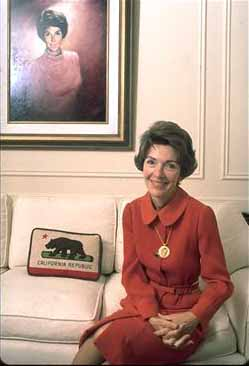
Nancy Reagan in un ritratto ufficiale come first lady della California

Nel 1967 Ronald Reagan venne eletto governatore della California e insieme alla famiglia si trasferì nella residenza ufficiale del governatore a Sacramento, la California Governor's Mansion. Il passaggio da Los Angeles a una piccola cittadina fu accolto malvolentieri da Nancy e, quando dopo soli quattro mesi scoprì che la casa non era abbastanza attrezzata per fronteggiare gli incendi, convinse il marito a trasferirsi in un sobborgo. La scelta della neo first lady della California venne aspramente criticata da più parti, in quanto percepita come un segno di snobismo e la donna si guadagnò l'appellativo di "Queen Nancy". Dal canto suo, la signora Reagan rivendicò la scelta sostenendo di averla compiuta per proteggere la propria famiglia. Nel frattempo Nancy supervisionò i lavori di costruzione di una nuova residenza ufficiale nella città di Carmichael, ma l'opera, finanziata dai soldi dei contribuenti, venne completata subito dopo la fine del secondo e ultimo mandato da governatore di Reagan; il suo successore, il democratico Jerry Brown, rifiutò di trasferirvisi e nel 1982 la proprietà venne venduta a un privato cittadino al costo di un milione e mezzo.
Nel 1967 suo marito la nominò membro della California Arts Commission e l'anno successivo fu eletta "donna dell'anno" dal Los Angeles Times, che la definì "una first lady modello". Durante il suo periodo da first lady della California, Nancy Reagan fu molto attiva nel Foster Grandparent Program, un programma sociale che affiancava in attività ricreative gli anziani e i bambini disabili; una volta divenuta first lady degli Stati Uniti, la Reagan si occupò di promuovere il programma a livello nazionale.

### Il ruolo nelle campagne presidenziali

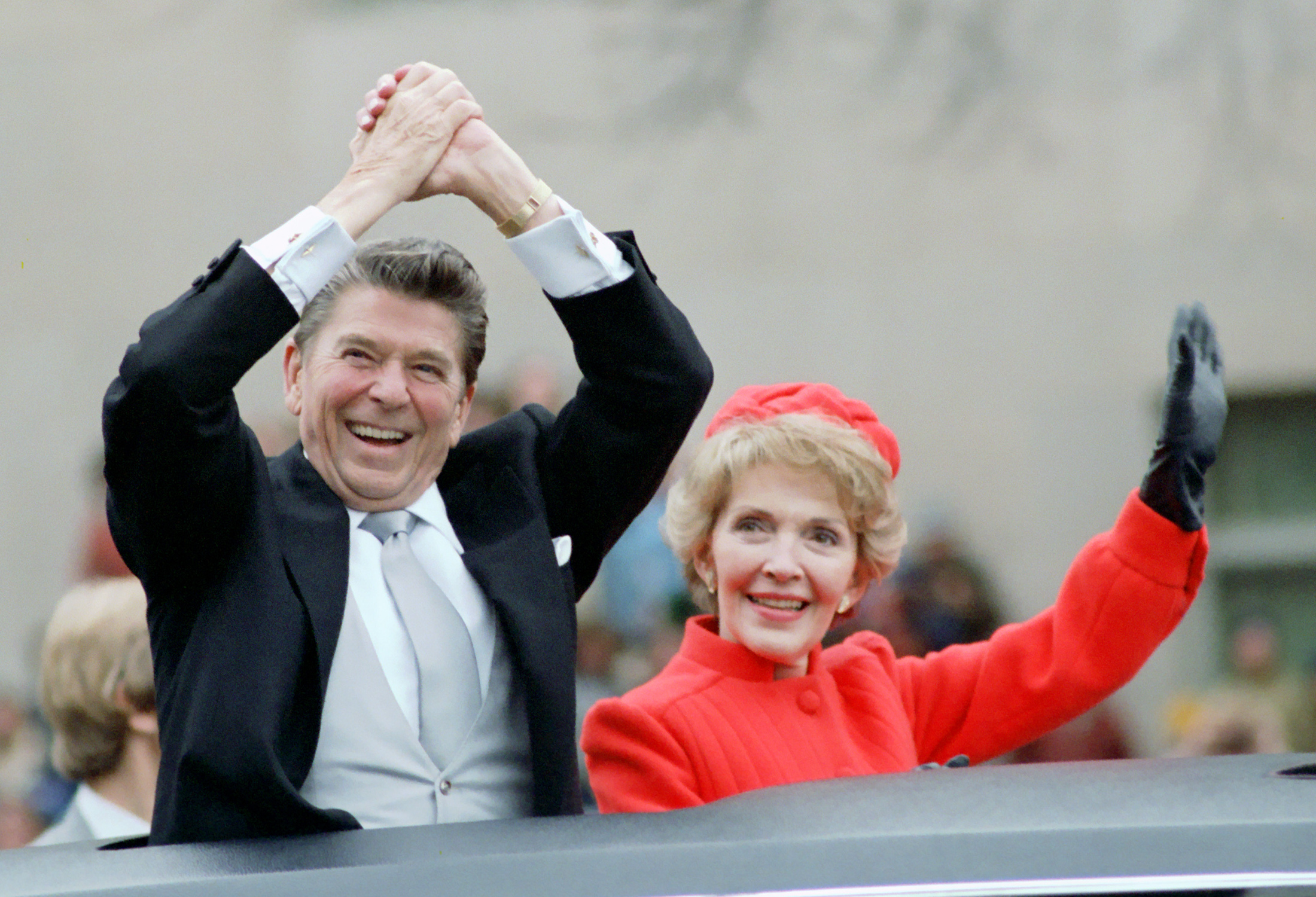
I Reagan durante la parata inaugurale nel 1981

Nel 1975 il secondo mandato da governatore di Ronald Reagan giunse al termine e l'uomo scelse di non chiederne un terzo agli elettori. Le mire di Reagan si spostarono invece sulla Casa Bianca, dal momento che decise di presentare la propria candidatura alle presidenziali del 1976 contro il repubblicano in carica Gerald Ford, sfidando l'iniziale scetticismo della moglie, che temeva per la sua salute e per la sua carriera. Alla fine Nancy appoggiò il marito e prese parte alla campagna elettorale assumendo un ruolo di supporto e organizzando eventi pubblici come pranzi e dibattiti. All'interno di questa cornice si ricorda quella che la stampa definì "la contesa delle regine", che vide protagoniste Nancy Reagan e Betty Ford, le quali rilasciarono interviste e presero parte a comizi adottando approcci differenti sulle stesse posizioni. In particolar modo, la Reagan si mostrò contrariata per via del ritratto guerrafondaio del marito che veniva fornito agli elettori da parte del team del Presidente Ford. Alla fine Reagan perse la nomination repubblicana contro Ford, ma lo stesso Ford venne sconfitto nelle elezioni generali dal candidato democratico Jimmy Carter.

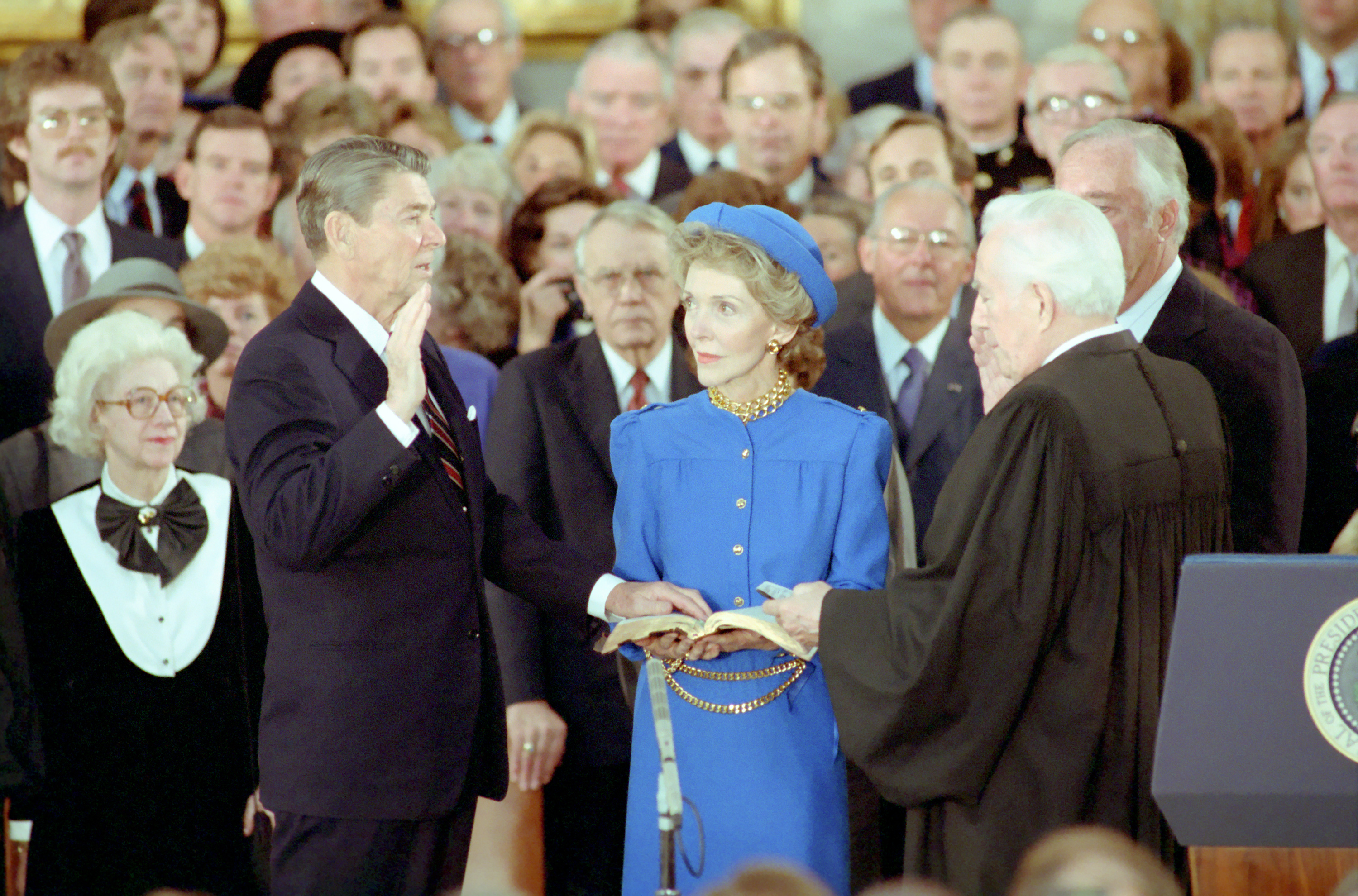
Nancy accanto al marito nel corso del secondo giuramento come Presidente nel 1985

Nel 1980 Reagan si candidò nuovamente alle presidenziali e anche questa volta sua moglie Nancy giocò un ruolo fondamentale nella campagna. Già a partire dai primi giorni di primarie, Nancy assunse il ruolo di mediatrice delle svariate dispute che sorsero tra i collaboratori del marito: alcuni degli strateghi politici che assistevano Reagan infatti ebbero parecchi dissapori legati alla gestione della campagna e Nancy si occupò di consigliare il marito sulla linea da seguire, suggerendogli a più riprese l'estromissione di alcuni collaboratori a favore di altri. Dopo la vittoria di Reagan alle primarie, Nancy ottenne maggiore visibilità e la sfruttò cercando di controbilanciare l'immagine conservatrice del marito assumendo posizioni più moderate e accomodanti su temi come i diritti delle donne, nonché differenziando la propria immagine da quella di Rosalynn Carter. Alle elezioni del novembre del 1980 Ronald Reagan sconfisse Jimmy Carter e così Nancy divenne la quarantaduesima first lady degli Stati Uniti.

### Ruolo politico, immagine pubblica e controversie

Nancy Reagan durante la First Ladies Conference on Drug Abuse nel 1985

Nancy Reagan fu una delle first lady maggiormente attive sulla scena pubblica statunitense: per molti anni si occupò della lotta all'abuso di droga, lanciando l'iniziativa Just Say No, per promuovere la quale prese parte in prima persona ad alcuni degli show televisivi più popolari dell'epoca, come Il mio amico Arnold e Dynasty. Inoltre, dopo essersi sottoposta a una mastectomia radicale per rimuovere un adenocarcinoma al seno divenne una strenua portavoce dei controlli preventivi e operò un'importante opera di sensibilizzazione a favore della mammografia.
Il ruolo decisivo di Nancy nelle scelte politiche del marito emerse maggiormente nel corso degli anni: fu proprio la first lady a raffreddare i rapporti con l'allora capo di gabinetto della Casa Bianca Donald Regan all'indomani dello scandalo Irangate, convincendo il Presidente a sostituirlo; inoltre fu su suggerimento di Nancy, schieratasi contro il parere dei consiglieri politici del marito, che Ronald Reagan decise di distendere i rapporti con il leader sovietico Michail Gorbačëv, costruendo un'alleanza che portò alla fine della guerra fredda; nel 1985, durante una visita di stato in Germania Ovest, cercò inutilmente di dissuadere Reagan dal recarsi in visita al cimitero di Bitburg, nel quale si tenne una cerimonia commemorativa di alcuni caduti di guerra tedeschi (tra i quali dei militi nazisti, ragion per cui il Presidente si trovò al centro di molte polemiche, passate alla storia col nome di "controversia di Bitburg"); fu molto amica di Margaret Thatcher, che definì "campionessa di libertà e democrazia" nonché "anima gemella politica" di suo marito Ronald.

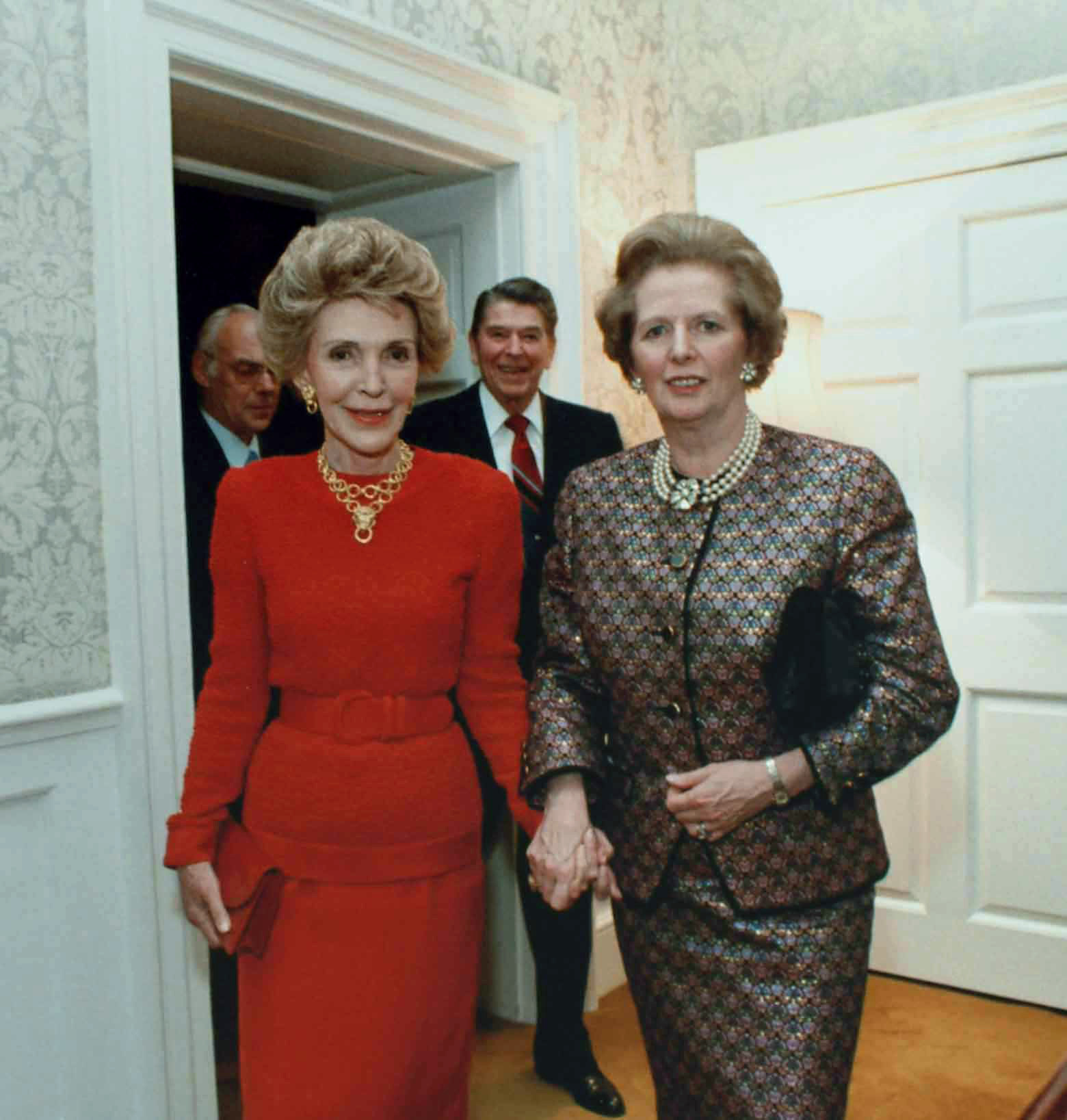
Nancy Reagan con Margaret Thatcher nel 1988

L'accusa principale che venne rivolta a Nancy fu proprio quella di intromettersi eccessivamente nelle questioni politiche di competenza del marito, ma la first lady rispose sempre con ironia a tutti gli attacchi, guadagnandosi la stima dei cittadini. Da un sondaggio condotto nel 1987 dall'Istituto Gallup, la signora Reagan risultò essere la donna con la quale la maggioranza degli uomini statunitensi tra i 25 e i 34 anni avrebbero trascorso una serata, superando personaggi come Raquel Welch e Whitney Houston. Insieme a Jackie Kennedy, Nancy Reagan è ricordata come una delle first lady maggiormente riconosciute come icone di stile, tanto da dare il proprio nome a un colore, il "rosso Reagan", ispirato alla tinta scarlatta che era solita indossare in molte occasioni pubbliche.
Già dagli inizi del suo mandato, Nancy Reagan fu oggetto di critiche, in parte per la sua decisione di acquistare nuovi servizi di porcellana per la China Room (la Sala delle Porcellane) e per aver ripristinato uno stile sfarzoso all'interno della Casa Bianca. Nel 1988 il settimanale TIME rivelò che la first lady possedeva un guardaroba del valore di un milione e mezzo di dollari, costituito da capi d'abbigliamento e gioielli ricevuti in prestito dai più famosi designer, in quella che apparve a tutti gli effetti come una violazione della legge statunitense sull'etica; attraverso una portavoce, la Reagan dichiarò di aver pagato tutto di tasca propria, ma subì comunque le critiche degli oppositori che condannarono il suo stile di vita eccessivamente lussuoso. Altre polemiche emersero quando, nello stesso anno, venne rivelato che aveva consultato un'astrologa per assistere il marito nei suoi programmi di presidente, dopo l'attentato alla sua vita perpetrato nel 1981 da John Hinckley Jr..
A distanza di molti anni, la Reagan si trovò nuovamente protagonista di una controversia quando un telegramma conservato nell'archivio della Casa Bianca rivelò che nel 1985 l'attore Rock Hudson, ormai consumato dall'AIDS, aveva rivolto un accorato appello ai suoi intimi amici, i coniugi Reagan, per ottenere il ricovero in una rinomata clinica francese; l'allora first lady rispose a Hudson giudicando inopportuno l'intervento della Casa Bianca per favorire un amico e invitandolo a rivolgersi all'ambasciata statunitense in Francia, ma il gesto è stato da molti interpretato come un tentativo della Reagan di non coinvolgere il marito in una questione tabù come quella della sieropositività degli omosessuali nei primi anni ottanta. In realtà, secondo altre fonti, fu proprio Nancy a spingere il marito a considerare pubblicamente il problema dell'AIDS e che proprio la morte di Hudson sia stata una delle cause di questo interessamento da parte della first lady. Per smentire le accuse di omofobia rivolte ai Reagan, peraltro, si fa riferimento proprio alle svariate amicizie della signora Reagan negli ambienti omosessuali e al suo supporto alle nozze gay, rivelato dalla figlia Patti in un'intervista del 2013.

### Gli ultimi anni

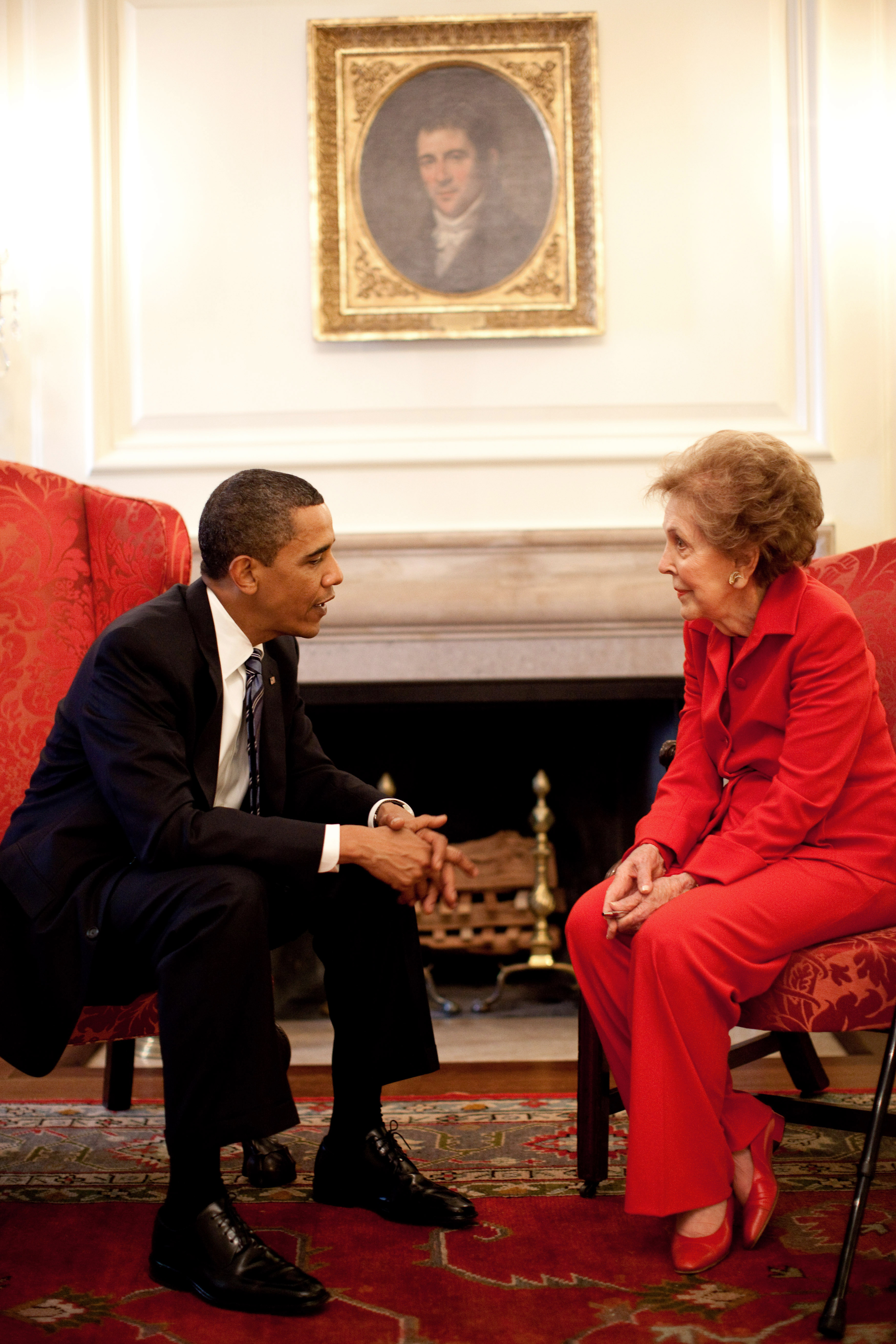
Nancy Reagan con Barack Obama nel 2009

Dopo la fine del secondo mandato presidenziale di Reagan nel 1989, i coniugi tornarono in California, dividendosi tra la tenuta di Rancho del Cielo (presso Santa Barbara) e una casa a Bel Air; Nancy mantenne un ruolo attivo come personalità politica, anche dopo che nel 1994 al marito venne diagnosticata la malattia di Alzheimer. Proprio l'infermità del coniuge (di cui lei si prese cura fino alla fine, tutelandone con rigore la riservatezza) la spinse a impegnarsi per sollecitare la concessione di maggiori fondi e libertà alla ricerca contro le malattie neurodegenerative, segnatamente sulle cellule staminali anche embrionali; ciò le attirò critiche da parte dell'ala più conservatrice del Partito Repubblicano. D'altro canto, Nancy Reagan non mancò di ringraziare pubblicamente il presidente democratico Barack Obama per la decisione di revocare le restrizioni sull'uso di fondi federali per finanziare la ricerca in materia.. 
Nancy Reagan morì il 6 marzo 2016 nella sua residenza di Bel Air, all'età di novantaquattro anni, a causa di una insufficienza cardiaca. Fu sepolta accanto al marito nella Ronald Reagan Presidential Library. Al suo funerale, tenutosi l'11 marzo 2016, parteciparono vari politici e personaggi del mondo dell'intrattenimento, tra cui 
l'ex presidente George W. Bush, il primo ministro canadese Brian Mulroney, Mr. T, Maria Shriver, Wayne Newton, Johnny Mathis, Anjelica Huston, John Stamos, Tom Selleck, Bo Derek, Melissa Rivers, Diane Sawyer, Tom Brokaw, il governatore della California Jerry Brown, l'attore e politico Arnold Schwarzenegger, e gli Speakers della Camera dei rappresentanti Paul Ryan, Nancy Pelosi e Newt Gingrich, nonché tutte le cinque First Ladies ancora in vita.

## Filmografia

Nancy Reagan in posa per una foto pubblicitaria nel 1950

### Cinema
- Il ritratto di Jennie (Portrait of Jennie), regia di William Dieterle (1948) (non accreditata)
- Il dottore e la ragazza (The Doctor and the Girl), regia di Curtis Bernhardt (1949)
- I marciapiedi di New York (East Side, West Side), regia di Mervyn LeRoy (1949)
- Shadow on the Wall, regia di Pat Jackson (1950)
- La prossima voce[65][66] (The Next Voice You Hear...), regia di William A. Wellman (1950)
- Solitudine (Night into Morning), regia di Fletcher Markle (1951)
- It's a Big Country, regia di Clarence Brown e Don Hartman (1951)
- Talk About a Stranger, regia di David Bradley (1952)
- Shadow in the Sky, regia di Fred M. Wilcox (1952)
- Il cervello di Donovan (Donovan's Brain), regia di Felix E. Feist (1953)
- Le pantere dei mari (Hellcats of the Navy), regia di Nathan Juran (1957)
- Crash Landing, regia di Fred F. Sears (1958)

### Televisione
- The Ford Television Theatre – serie TV, episodio 1x19 (1953)
- Schlitz Playhouse of Stars – serie TV, episodi 2x53-3x37 (1953-1954)
- Climax! – serie TV, episodio 2x15 (1955)
- I racconti del West (Zane Grey Theater) – serie TV, episodio 5x15 (1961)
- The Tall Man – serie TV, episodio 2x5 (1961)
- General Electric Theater – serie TV, episodi 4x29-7x10-9x09-10x10 (1956-1961)
- The Dick Powell Show – serie TV, episodio 1x18 (1962)
- 87ª squadra (87th Precinct) – serie TV, episodio 1x21 (1962)
- Carovane verso il West (Wagon Train) – serie TV, episodio 6x15 (1962)
- Il mio amico Arnold (Diff'rent Strokes) – serie TV, episodio 5x22 (1983)

## Doppiatrici italiane
- Giuliana Maroni ne Il ritratto di Jennie
- Dhia Cristiani in Solitudine
- Anna Teresa Eugeni ne Il mio amico Arnold
- Vittoria Febbi ne Il cervello di Donovan (doppiaggio tardivo)